# Erphaea stigma
Erphaea stigma là một loài bọ cánh cứng trong họ Cerambycidae.